# LOD (hip hop)
LOD es una banda de hip hop de Estados Unidos. 

## Discografía
- Strenuous (2001)
- Lethal overdose (2000)

- Datos: Q5961689